# Prykolotne
Prikolotnoïe
Prykolotne (ukrainien : Приколотне) ou Prikolotnoïe (russe : Приколотное) est une commune urbaine de l'oblast de Kharkiv, en Ukraine. Elle compte 1 963 habitants en 2021.

## Géographie
La commune est située aux sources de la petite rivière Khotimlya, affluent de rive gauche du Donets, dans le bassin hydrographique du fleuve Don. Elle se trouve à 80 kilomètres à l'est-nord-est de la ville de Kharkiv.